# کرو (ویرجینیا)
کرو، ویرجینیا (به انگلیسی: Crewe, Virginia) یک شهرک در ایالات متحده آمریکا است که در شهرستان نوتاوای، ویرجینیا واقع شده‌است.

## خصوصیات
کرو ۵٫۳ کیلومترمربع مساحت و ۲٬۳۲۶ نفر جمعیت دارد و ۱۶۲ متر بالاتر از سطح دریا واقع شده‌است.